# 朱正哲
朱正哲（朝鮮文：주정철；英文：Ju Jong-Chol；1994年10月20日—），朝鮮足球運動員，入選過 朝鲜国家少年足球队、朝鲜国家青年足球队、朝鮮國家奧運足球隊及朝鮮國家足球隊。現在效力於朝鮮足球聯賽球會鴨綠江體育團。

## 簡歷
朱正哲在2013年首次入選朝鮮國家足球隊參加泰王盃賽事，並在對瑞典國家足球隊賽事以正選身分上陣，但此比賽不獲國際足協承認為國際A級賽事。2016年，對伊拉克國家足球隊中首次正選上陣，其比賽最後以1比1打和。之後，更參與了2017年東亞足球錦標賽外圍賽第二圈，協助朝鮮奪得第二圈資格賽冠軍並取得決賽席位。2018年參與了東亞足球錦標賽外圍賽第二圈，但沒有上陣，而朝鮮國家足球隊在得球差負給香港足球代表隊，不能成功獲得資格賽冠軍而取得決賽出線席位。
此前，曾代表朝鮮國家少年足球隊參加2010年亞足聯U16少年錦標賽，更協助朝鮮奪得首個亞足聯U16少年錦標賽冠軍，其後參加了2011年U17世界盃足球賽，對剛果（布）國家少年足球隊中射進一球，但很快被對方打平，最後仍是落敗並在分組賽出局。。之後，代表朝鮮國家青年足球隊參加2012年濰坊杯足球賽，在決賽對西班牙球會維拉利爾中負給對方而獲得亞軍，之後參加2012年亞足聯U19青年錦標賽，在分組賽對烏茲別克國家青年足球隊中負給對方，沒能成功晉級準決賽。
另外，2014年入選了朝鮮國家奧運足球隊參加了2013年亞足聯U22錦標賽，在分組賽對也門國家奧運足球隊的賽事中以後備身分上陣，其後朝鮮對敘利亞國家奧運足球隊中負給對方，而對阿聯國家奧運足球隊中與對方分別平手，沒能成功晉級半準決賽。之後，代表朝鮮參加2014年亞洲運動會足球比賽，並在十六強賽對印尼國家奧運足球隊的賽事中以後備身分上陣，而朝鮮國家奧運足球隊在該屆首次進入四強，在金牌戰加時賽被韓國國家奧運足球隊絕殺，獲得銀牌。2016年再代表朝鮮參加2016年亞足聯U23錦標賽，但沒有上陣，而朝鮮在分組賽對沙特阿拉伯國家奧運足球隊和泰國國家奧運足球隊中先後打平對方，以得失球差晉級半準決賽，及後在半準決賽對卡塔爾國家奧運足球隊中於加時賽負給對方，沒能成功晉級準決賽。

## 國際賽進球
朝鮮U-20
| # | 日期          | 場地         | 對手 | 進球 | 比數 | 比賽                            |
| - | ------------- | ------------ | ---- | ---- | ---- | ------------------------------- |
| 1 | 2011年11月2日 | 越南胡志明市 | 緬甸 | 0–1  | 0–2  | 2012年亞足聯U19青年錦標賽資格賽 |

朝鮮U-17
| # | 日期          | 場地           | 對手       | 進球 | 比數 | 比賽                            |
| - | ------------- | -------------- | ---------- | ---- | ---- | ------------------------------- |
| 1 | 2009年10月9日 | 泰國曼谷       | 越南       | 1–2  | 1–2  | 2010年亞足聯U16少年錦標賽資格賽 |
| 2 | 2010年11月1日 | 烏茲別克塔什干 | 约旦       | 3–0  | 4–0  | 2010年亞足聯U16少年錦標賽       |
| 3 | 2010年11月4日 | 烏茲別克塔什干 | 日本       | 1–0  | 2–1  | 2010年亞足聯U16少年錦標賽       |
| 4 | 2011年6月24日 | 墨西哥莫雷利亞 | 刚果共和国 | 1–0  | 1–1  | 2011年U17世界盃足球賽           |

## 榮譽

### 國家隊
朝鮮
- 東亞足球錦標賽外圍賽第二圈冠軍：2016年；

朝鮮U-17
- 亞足聯U16少年錦標賽冠軍：2010年；

### 球會
鴨綠江體育團
- 普天堡火炬獎運動會冠軍：2016年；
- 祖國解放戰爭勝利60周年紀念賽冠軍：2013年；

## 連接
- 朱正哲在 National-Football-Teams.com 上的出场纪录
- Jong-Chol Ju - Soccerway （页面存档备份，存于） （英文）